# Доменикелли, Джузеппе
Джузеппе Доменикелли (итал. Giuseppe Domenichelli; 31 июля 1887, Милан — 13 марта 1955, Болонья) — итальянский гимнаст, двукратный чемпион Олимпийских игр (1912 и 1920 годы) в командном первенстве.